# Сремські Карловці
Сре́мські Ка́рловці (серб. Сремски Карловци/Sremski Karlovci, хорв. Srijemski Karlovci, русин. Сремскі Карловці, угор. Karlóca, нім. Karlowitz (Carlowitz), рум. Carloviț) — стародавнє місто на півночі Сербії, на території Воєводини, в області Срем, центр однойменної громади, що складається лише з цього міста. Лежить на правому березі Дунаю за 12 км від Нового Саду. За даними перепису 2011 року, налічувало 8 750 жителів, 77% з яких — серби, а згідно з переписом 2002 року, населення міста становило 8 839 осіб.
Місто традиційно відоме як осідок Сербської православної церкви в Габсбурзькій монархії, а також як політична і культурна столиця Сербської Воєводини після Травневої скупщини і під час революції 1848 року. Досі неофіційно використовується і давня сербська назва міста — Карловці.

## Історія

### Стародавня, середньовічна ірання нова історія
В античні часи у цих місцях існувала невелика давньоримська фортеця. Пізніше на її руїнах була збудована фортеця Каром, про яку є згадка в історичних документах за 1308 рік. У 1521 році фортецею та поселенням біля неї в Угорському королівстві володіли знатні родини Баторіїв і Моровичів.
1521 року Каром підкорив османський воєначальник Балі-бей, і протягом наступних 170 років місто перебувало під владою Османської імперії.
Слов'янська назва міста Карловці вперше з'явилася в 1532/33 роках. За часів Османської імперії місто здебільшого населяли серби за невеликої частки мусульман. Згідно з дефтером Османської імперії з 1545 року Карловці складалися з 547 християнських (сербських) будинків, таким чином це було найбільше місто із сербською більшістю у всій Османській імперії. У місті також було три церкви та православний монастир. З 1557 року він належав до Белградсько-Сремської єпархії Сербського патріархату Печі.

### Габсбурзька монархія

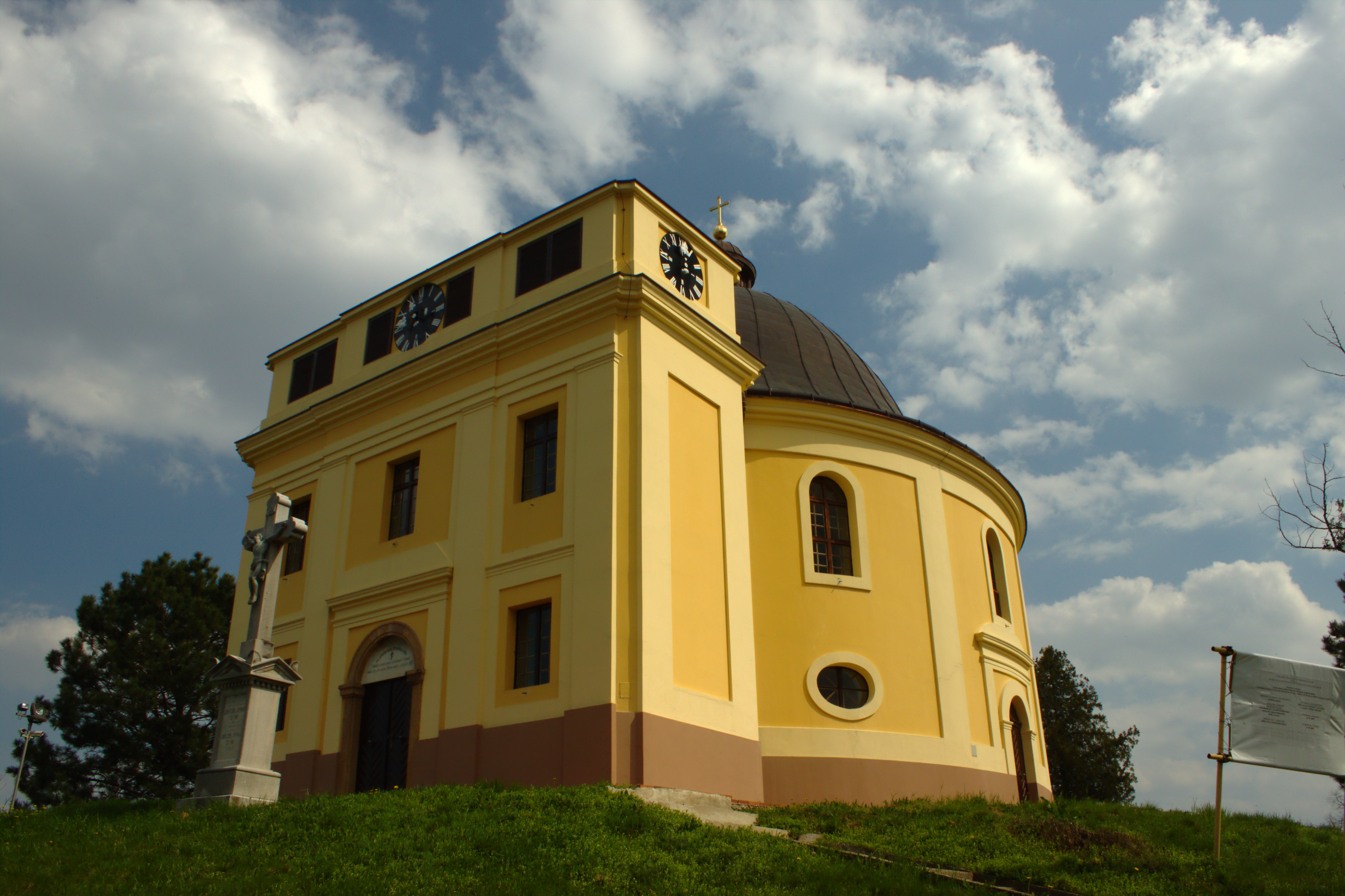
Каплиця Миру (Kapela Mira), споруджена на місці, де обговорювався мирний договір. Її форма нагадує про намет, в якому відбулися переговори

З 16 листопада 1698 року до 26 січня 1699 року місто Карловці було місцем проведення з'їзду, який поклав край бойовим діям між Османською імперією та Священною Лігою — коаліцією різних європейських держав, включаючи Габсбурзьку монархію, Річ Посполиту, Венецію та Московію; з'їзд завершився Карловицьким договором. Уперше у міжнародній політиці було використано круглий стіл.
Після цього мирного договору місто опинилося під владою Габсбурзької монархії і ввійшло у Військове порубіжжя. Згідно з даними 1702 р. місто складалося з 215 православних і 13 католицьких осель, а за даними 1753 року населення міста становило 3 843 людини, з яких 3 110 були етнічними сербами.
Місто стало одним із головних сербських духовних, політичних і культурних центрів у Габсбурзькій монархії. У ньому перебував митрополит Сербської православної церкви. Навіть зараз Сербський патріарх зберігає за собою титул Митрополит Карловицький.
Місто також відзначилося найранішою сербською (і взагалі слов'янською) гімназією, заснованою 3 серпня 1791 року. Через три роки після цього в місті також засновано православну семінарію: вона була другою найдавнішою православною семінарією у світі (після Київської духовної академії) та існує донині.

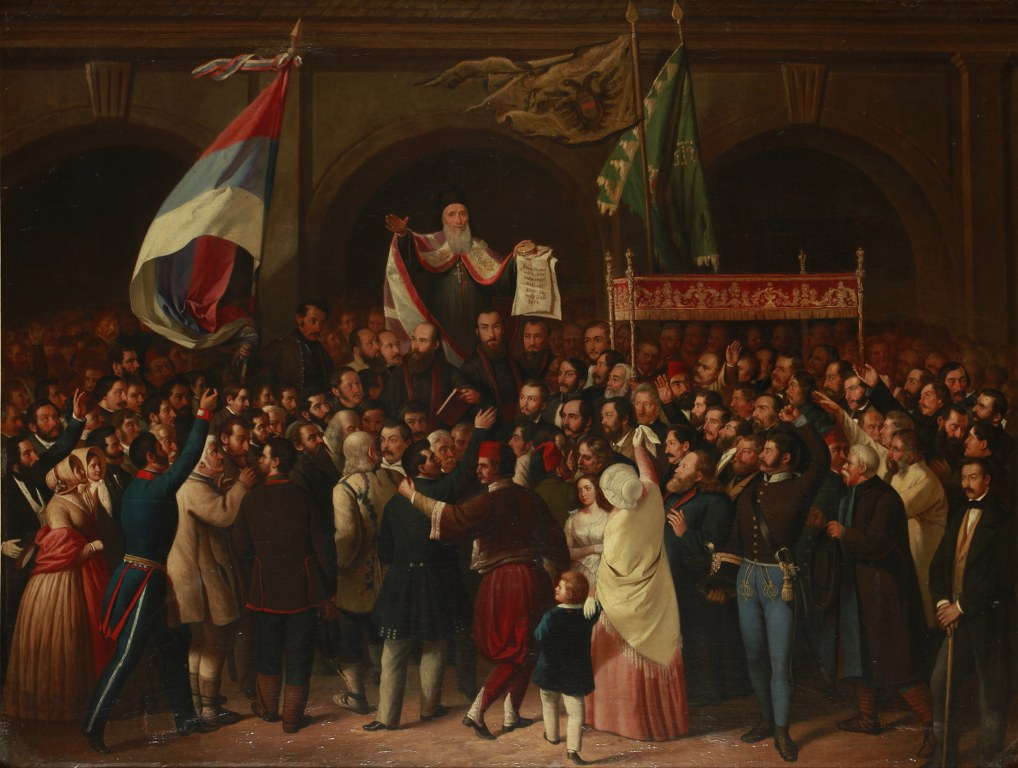
Проголошення Сербської Воєводини 1848 року в Сремських Карловцях

На Сербській національній асамблеї у травні 1848 р. в Карловцях серби оголосили про об'єднання Срему, Банату, Бачки і Барані (включаючи частини Військового порубіжжя) у провінцію Сербська Воєводина.
Перша столиця Сербської Воєводини містилася в Карловцях, доки не перемістилася в Земун, Великий Бечкерек і Темішвар. Водночас православного Карловицького митрополита було підвищено в статусі до патріарха, тим самим створюючи православний Карловицький патріархат, який проіснував до 1920 року, коли його було об'єднано з Белградською митрополією, тим самим утворюючи єдину Сербську православну церкву.
Коли в 1849 році Сербську Воєводину було перетворено на нову провінцію під назвою Воєводство Сербії та Темішварського Банату, місто Карловці не ввійшло в цю провінцію, а повернулося під управління Військового порубіжжя (Петроварадинський полк, який був у складі Славонської Країни). Зі скасуванням Військового порубіжжя в 1881 році місто було включено до Сремської жупанії Королівства Хорватії та Славонії (Австро-Угорщина).

### Югославія (1918—1992)

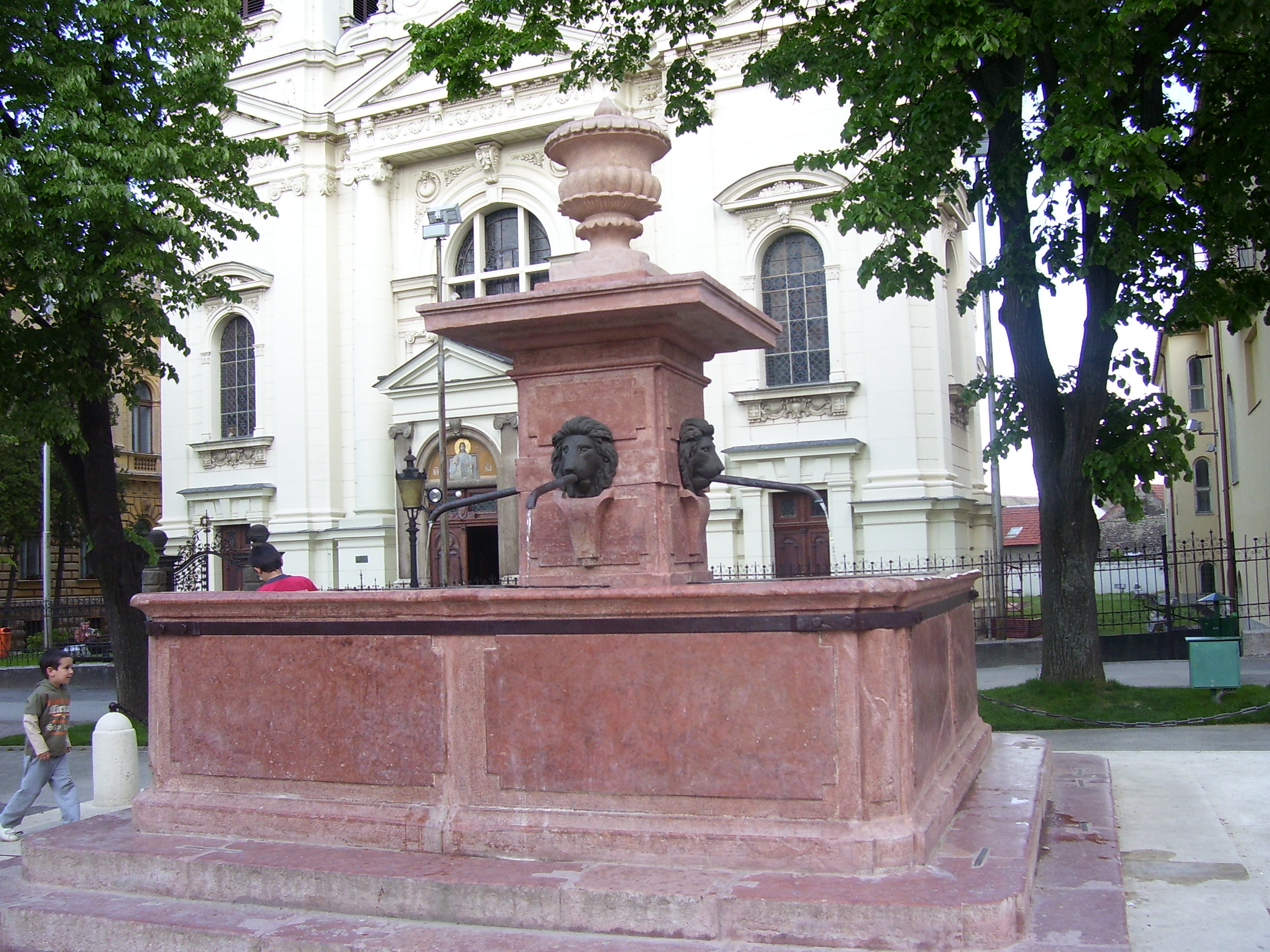
Фонтан «Чотири леви» у центрі Сремських Карловців

1918 року місто стало частиною Королівства сербів, хорватів та словенців. Влітку 1921 року колишній палац Карловицького патріарха став домівкою російському митрополиту Антонію, який там заснував те, що кількома роками пізніше назвуть Священним Синодом Російської православної церкви за межами Росії (критики нарекли цей церковний орган Карловацьким синодом або Карловацькою групою).
1922 року місто також стало штаб-квартирою білоемігрантів під проводом генерала Врангеля, де він 1924 року створив Російську загальновійськову спілку, покликану охопити всіх російських військових емігрантів у світі (a пам'ятник генералові Врангелю скульптора Василя Аземші було відкрито у вересні 2007 р.).
У проміжку з 1929 по 1941 р. місто входило до складу Дунайської бановини Королівства Югославії. Під час Другої світової війни (у 1941-1944 рр.) місто потрапило під окупацію держав Осі та було приєднано до Незалежної Держави Хорватія. Протягом цього часу воно входило до великої жупи Вука і мало назву «Хорватські Карловці». Наприкінці 1944 р. ним оволоділи югославські партизани. З кінця війни місто вже належало до автономного краю Воєводина.
Із 1980 по 1989 рр. Сремські Карловці були однією із сімох громад міського утворення Новий Сад.

## Демографія

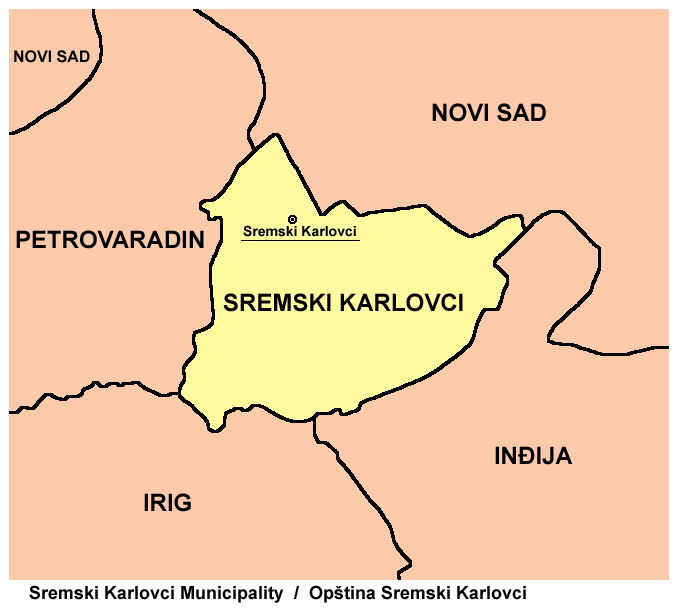
Положення громади Сремські Карловці

### Національний склад
Національний склад громади Сремські Карловці:
| Етнічна група | Населення |
| ------------- | --------- |
| Серби         | 6 820     |
| Хорвати       | 576       |
| Угорці        | 182       |
| Югослави      | 71        |
| Німці         | 63        |
| Чорногорці    | 41        |
| Словаки       | 29        |
| Македонці     | 25        |
| Русини        | 16        |
| Словенці      | 15        |
| Цигани        | 14        |
| Росіяни       | 11        |
| Інші          | 969       |
| Загалом       | 8 750     |

## Міста-побратими
| - Брикебек, Франція - Еме, France - Тіват, Чорногорія (2007) - Новочеркаськ, Росія | - Сергієв Посад, Росія - Батайськ, Росія - Бардіїв, Словаччина |

## Відомі люди
Померли
- Арсеній IV (1698—1748) — патріарх Сербії
- Стефан Стратимирович (1757—1836) — патріарх Карловський
- Йосиф (1785—1861) — патріарх Карловацький, перший патріарх відновленого Сербського патріархату православної церкви
- Євген Кочиш (1910—1984) — український письменник, поет, драматург

## Цікаві факти
- В цьому місті відбувся перший собор  РПЦЗ. А російська Православна Церква Закордоном отримала у кліриків РПЦ прізвисько "карловецький розкол" від назви міста Сремські Карловиці.